# 阿尔库迪亚
阿尔库迪亚（西班牙語：Alcudia）是西班牙巴利阿里群岛的一个市镇。总面积60平方公里，总人口20241人（2019年），人口密度1004人/平方公里。